# Gewog di Tsamang
Il gewog di Tsamang è uno dei diciassette raggruppamenti di villaggi del distretto di Mongar, nella regione Orientale, in Bhutan.